# Cornulum textile
Cornulum textile är en svampdjursart som beskrevs av Carter 1876. Cornulum textile ingår i släktet Cornulum och familjen Acarnidae. Inga underarter finns listade i Catalogue of Life.